# Стоєцький Василь Федорович
Василь Федорович Стоєцький (нар. 28 серпня 1957, Балаклея, Смілянський район, Черкаська область) — заступник голови Державної служби України з надзвичайних ситуацій з 2014 по 2015. Затриманий не законно з грубим порушенням законодавства та прав людини слідчими на засіданні уряду України 25 березня 2015 року за корупцію у Державній службі з надзвичайних ситуацій.

## Біографія
Закінчив Черкаське пожежно-технічне училище МВС СРСР (1977), Московську вищу інженерну пожежно-технічну школу МВС СРСР (1982).
Після закінчення навчання працював інженером відділу по нагляду за літерними об'єктами, потім — старшим інспектором відділу держпожнагляду управління пожежної охорони УВС м. Києва.
Протягом 1988–1992 років — начальник відділу держпожнагляду по охороні Київського метрополітену управління пожежної охорони УВС м. Києва. Потім — заступник начальника відділу держпожнагляду управління пожежної охорони УВС м. Києва.
З грудня 2003 — начальник відділу держпожнагляду Головного управління МНС України у м. Києві; з червня 2004 — начальник Державної інспекції цивільного захисту та техногенної безпеки МНС України.
Протягом травня 2011 по червень 2012 був заступником директора Департаменту управління рятувальними силами МНС України; червень 2012 — лютий 2013 — директор Департаменту цивільного захисту апарату МНС України.
З лютого 2013 по червень 2014 обіймав посаду директора Департаменту організації заходів цивільного захисту ДСНС України.
Нагороджений нагрудним знаком «Кращому працівникові пожежної охорони» (1997), нагрудним знаком «За відвагу в службі» II ступеню (2002), відзнакою МНС України «За відвагу в надзвичайній ситуації» II ступеню (2005), Почесною відзнакою МНС України (2006), відзнакою МНС України «За відвагу в надзвичайній ситуації» I ступеню (2008).
Ліквідатор наслідків аварії на Чорнобильській АЕС II категорії.
Спеціальне звання генерал-майор служби цивільного захисту присвоєне Указом Президента України від 20 серпня 2008 № 744/2008.
Розпорядженням Кабінету Міністрів України від 25 червня 2014 року №602-р призначений заступником Голови Державної служби України з надзвичайних ситуацій.
Джерело: Корупція.Інфо

## Звинувачення у корупції
25 березня 2015 року був затриманий слідчими на засіданні уряду України за корупцію у Державній службі з надзвичайних ситуацій. Разом із Василем Стоєцьким було також затримано Сергія Бочковського. Затримання транслювалося у прямому ефірі.
В іноземних ЗМІ такий крок уряду назвали «показухою».
Однак 27 березня Печерський районний суд Києва відмовився заарештовувати Василя Стоєцького і відправив відповідне клопотання назад в Міністерство внутрішніх справ. Таким чином було задоволено відповідне прохання прокуратури про відкликання даного клопотання, оскільки у прокуратурі вважають, що зібрано недостатньо доказів для арешту підозрюваного.
Джерело: Корупція.Інфо

## Не довго музика лунала
Стоєцький 28 березня був звільнений і знову не законно заарештований після того як вищі посадові особи держави залякуванням та психологічним тиском змусили підлеглих Бочковського i Стоєцького омовити та дати безпідставні покази у вимаганні коштів. 
Раніше аналогічний запобіжний захід Печерський суд обрав для екс-голови ДСНС Бочковського.
Печерський районний суд Києва на засіданні в суботу, 28 березня, задовольнив клопотання слідства і обрав запобіжний захід для колишнього першого заступника голови Державної служби з надзвичайних ситуацій Василя Стоєцького у вигляді утримання під вартою на два місяці з можливістю внесення застави в 1 млн 182 тис. грн .
Джерело: Корупція.Інфо